# Карролл (округ, Теннесси)
Округ Карролл (англ. Carroll County) располагается в США, штате Теннесси. По состоянию на 2010 год, численность населения составляла 28 522 человека. Был основан 7 ноября 1821 года. Получил своё название в честь американского политического деятеля Уильяма Кэррола.

## География
По данным Бюро переписи США, общая площадь округа равняется 1554 км², из которых 1551 км² — суша, и 2 км², или 0,14 % — это водоёмы.

### Соседние округа
- Генри (Теннесси) — северо-восток
- Бентон (Теннесси) — восток
- Декейтер (Теннесси) — юго-восток
- Хендерсон (Теннесси) — юг
- Мадисон (Теннесси) — юго-запад
- Гибсон (Теннесси) — запад
- Уикли (Теннесси) — северо-запад

## Демография
По данным переписи населения 2000 года в округе проживает 29 475 жителей в составе 11 779 домашних хозяйств и 8398 семей. Плотность населения составляет 19 человек на км². На территории округа насчитывается 13 057 жилых строений, при плотности застройки 8 строений на км². Расовый состав населения: белые — 87,68 %, афроамериканцы — 10,35 %, коренные американцы (индейцы) — 0,24 %, азиаты — 0,16 %, гавайцы — 0,02 %, представители других рас — 0,45 %, представители двух или более рас — 1,10 %. Испаноязычные составляли 1,41 % населения.
В составе 30,00 % из общего числа домашних хозяйств проживают дети в возрасте до 18 лет, 56,30 % домашних хозяйств представляют собой супружеские пары проживающие вместе, 11,50 % домашних хозяйств представляют собой одиноких женщин без супруга, 28,70 % домашних хозяйств не имеют отношения к семьям, 25,80 % домашних хозяйств состоят из одного человека, 12,70 % домашних хозяйств состоят из престарелых (65 лет и старше), проживающих в одиночестве. Средний размер домашнего хозяйства составляет 2,42 человека, и средний размер семьи — 2,90 человека.
Возрастной состав округа: 23,20 % — моложе 18 лет, 8,40 % — от 18 до 24, 26,70 % — от 25 до 44, 24,40 % — от 45 до 64, и 17,30 % — от 65 и старше. Средний возраст жителя округа — 39 лет. На каждые 100 женщин приходится 92,30 мужчин. На каждые 100 женщин старше 18 лет приходится 89,80 мужчин.
Средний доход на домохозяйство в округе составлял 30 463 USD, на семью — 36 880 USD. Среднестатистический заработок мужчины был 29 904 USD против 20 024 USD для женщины. Доход на душу населения был 16 251 USD. Около 10,90 % семей и 13,90 % общего населения находились ниже черты бедности, в том числе — 17,90 % молодежи (тех, кому ещё не исполнилось 18 лет) и 13,40 % тех, кому было уже больше 65 лет.